# جزيرة سيارغاو
جزيرة سيارغاو هي جزيرة تقع في مينداناو في جنوب شرق الفلبين، وتُعدّ جزءًا من محافظة سوريجاو ديل نورت، تُطل الجزيرة على المحيط الهادئ وتشتهر بشواطئها البيضاء ومياهها الصافية وشعابها المرجانية الغنية.

## نبذه
تُعرف سيارغاو بأنها "عاصمة ركوب الأمواج في الفلبين"، نظرًا لاحتوائها على أشهر مواقع ركوب الأمواج في البلاد، وعلى رأسها منطقة Cloud 9، التي تستقطب محترفين وهواة من مختلف أنحاء العالم.
إلى جانب الرياضات المائية، تضم الجزيرة عددًا من المعالم الطبيعية مثل كهوف الحجر الجيري، وغابات المنغروف، والبحيرات الساحلية، فضلًا عن جزر صغيرة مجاورة يمكن الوصول إليها عبر القوارب.
تتمتع سيارغاو ببنية سياحية متنامية، وتعد من الوجهات البيئية الصاعدة في الفلبين، حيث يجمع الزوار بين الأنشطة الرياضية والاستجمام في بيئة طبيعية هادئة.